# Кінь вітру

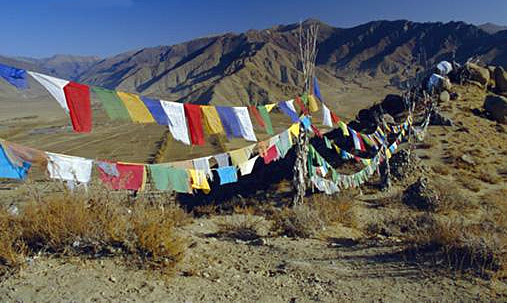
Молитовні прапори в Непалі

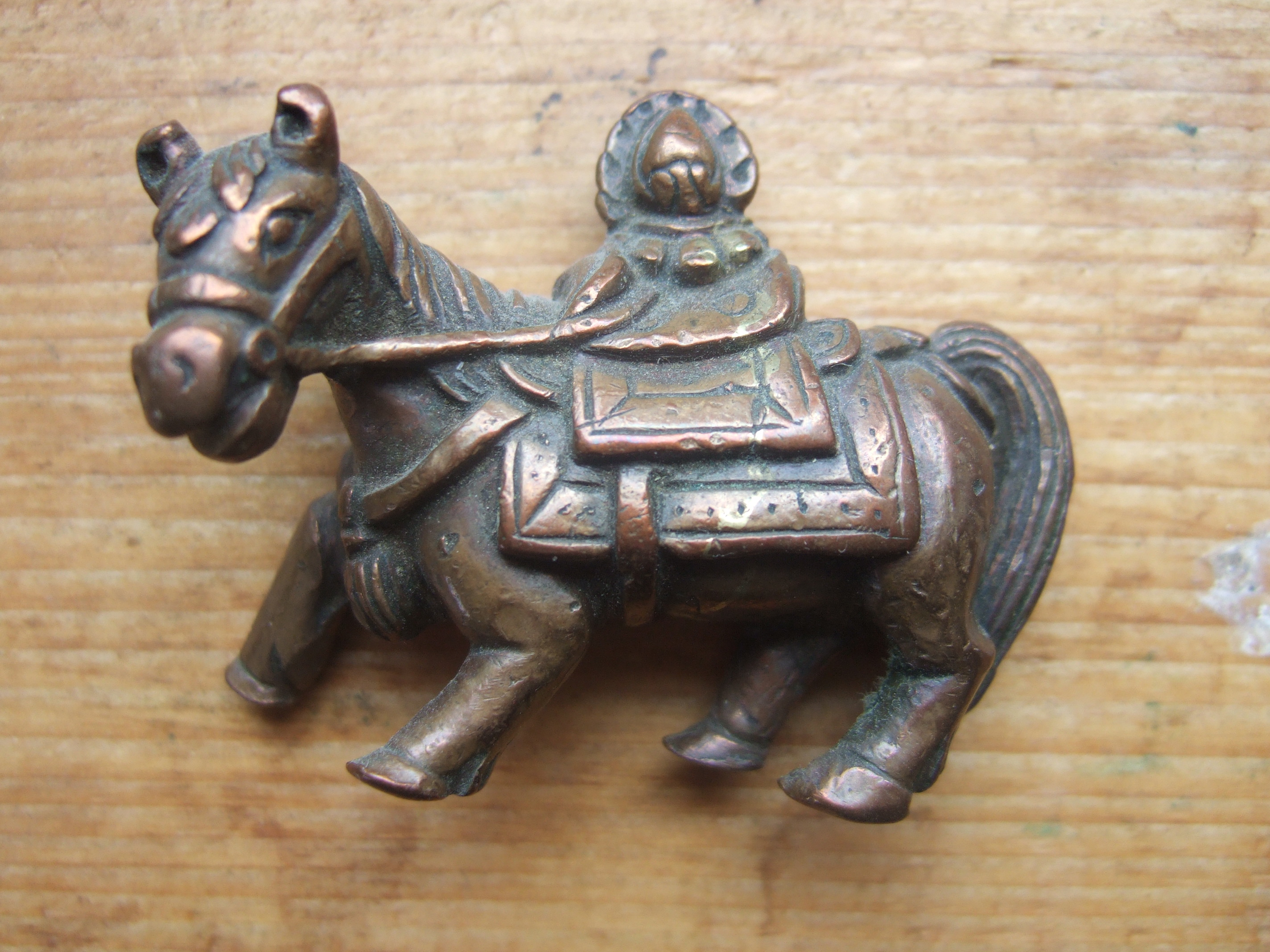
Тибетська бронзова статуя Кінь вітру

Кінь вітру на гербі Монголії

Кінь вітру, лунгта (Вайлі: rlung rta, монг. хий морь, бур.: морин) — символ в тибетському буддизмі у вигляді коня, котрий несе на спині Чінтамані, тобто коштовність, що виконує бажання, і приносить добробут. Позначає також життєву силу людини. Кінь вітру зображується на тибетських молитовних прапорах, званих лунгта. Використовується в геральдиці.

## У тибетській культурі
У тибетській культурі символом життєвої сили є кінь, що несе на спині коштовність. Кінь вітру вважається захисною силою людини. Тибетці вірять, що якщо кінь вітру у людини стоїть високо, то в справах вона матиме успіх, в житті добробут, буде здоровою і щасливою. Для цього тибетці вивішують прапорці із зображенням коня вітру на високому місці, наприклад на даху будинку. Прапорець являє собою малюнок на прямокутному шматку тканини в центрі якого зображений кінь. По кутах прапорця зазвичай зображені: тигр — символ елемента Повітря; Сніговий лев — символ елемента Землі; Гаруда — символ елемента Вогню; Дракон — символ елемента Води.

## В Бурятії
У Бурятії коня вітру (хій морь) ставили на вершину ритуальних курганів обоо.

## В геральдиці
На гербі Монголії зображений кінь з крилами, що має схожість з конем вітру. (монг. хій морь, що є символом енергії і духу)